# Амёбный менингоэнцефалит
Амёбный менингоэнцефалит — заболевание мягкой оболочки (менингиальной) и серого вещества (энцефалия) головного мозга амёбной этиологии.

## Причины амёбного менингоэнцефалита
Как правило, амёбный менингоэнцефалит возникает вследствие проникновения амёб неглерии Фоулера в головной мозг человека.

## Симптомы амёбного менингоэнцефалита
Сначала появляются боль и сухость в горле, затем возникают сильные головные боли, повышается температура тела. Затем присоединяются рвота, ригидность затылочных мышц (менингиальной симптом), затем нарушения сознания (потеря сознания). При объективном исследовании выявляются все признаки менингита, клинически протекающего, как гнойный менингит, иногда в сочетании с очаговой симптоматикой, обусловленной развитием энцефалита.